# Altefähr (stacja kolejowa)
Altefähr (niem. Bahnhof Altefähr) – stacja kolejowa w Altefähr, w kraju związkowym Meklemburgia-Pomorze Przednie, w Niemczech, na wyspie Rugia. Od miejscowości Stralsund jest to pierwszy przystanek na Rugii. Do 1967 zaczynał się tu odcinek Rügenschen Kleinbahn do Putbus. Według DB Station&Service ma kategorię 6.

## Położenie
Stacja kolejowa znajduje się około kilometra na południowy wschód od centrum Altefähr. Strelasund znajduje się około 200 metrów od obiektu. Następną stacją kolejową na kontynencie jest Stralsund Rügendamm, oddalona o około trzy kilometry, na wyspie, sześć kilometrów dalej, przystanek Rambin.  i Landstraße 29 graniczą z lokalizacją operacyjną.

## Linie kolejowe
- Linia Stralsund – Sassnitz
- Linia Altefähr – Putbus – Göhren - linia zlikwidowana

## Historia
Oryginalna stacja promowa, która w tamtych czasach jeszcze nazywała się Altefähre, znajdowała się na północny wschód od dzisiejszej stacji. 1 lipca 1883 stacja została uruchomiona wraz z otwarciem linii kolejowej do Sassnitz. Początkowo istniały dwa baseny promowe i punkty załadunku dla ruchu pasażerskiego i towarowego. W sumie centrum operacyjne składało się z trzech torów, peronu, recepcji i drugiego budynku. Była też parowozownia z obrotnicą.
W 1896 otwarto stację wąskotorową, która znajdowała się na wschód od stacji normalnotorowej. Przeprawa przez Strelasund trwała około 40 minut statkiem. Aby usprawnić połączenie, powstał plan zastąpienia linii promowej nasypem kolejowym. Szczecińska Dyrekcja Kolei Rzeszy przebudowała stację normalnotorową w związku z budową grobli Rugii. Nowa stacja znajduje się cztery metry wyżej niż otoczenie ze względu na wysokość grobli Rugii. Aby móc dotrzeć do peronów, zbudowano schody. 5 października 1936 rozpoczął się ruch na tamie. Stacja wąskotorowa również musiała zostać przebudowana dalej na wschód i nieco wyżej, ponieważ grobla częściowo przebiegała przez obszar poprzedniej stacji.
Stacja stała się szczególnie ważna po wysadzeniu mostu Ziegelgraben i grobli w dniach 1-3. maja 1945. Wszystkie towary i ludzi trzeba było ponownie przewozić wykorzystując stare doki promowe. Kolejka wąskotorowa otrzymała również tymczasowy tor wzdłuż drogi do starego molo promowego. Po zainstalowaniu tymczasowego mostu, od 15 października 1947 przez groblę wznowiono ruch kolejowy.

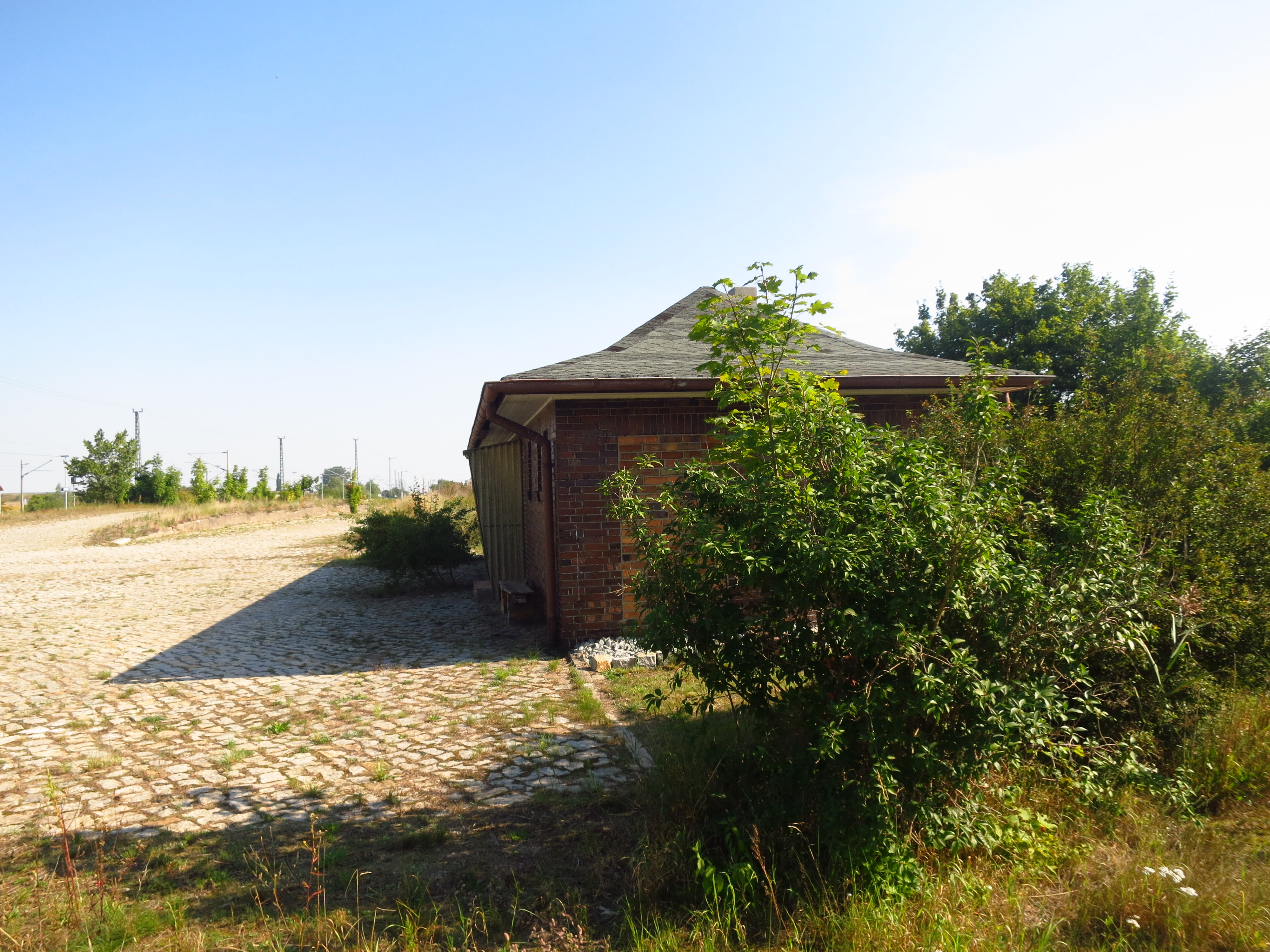
Dawny budynek stacji kolejki wąskotorowej i ulicy załadunkowej

W czasach NRD Altefähr był punktem przeładunkowym drewna. Stacja zyskała na znaczeniu jako stacja odbiorcza na końcu jednotorowego odcinka przeprawy przez Strelasund. 23 września 1967 zamknięto kolejkę wąskotorową do Putbus. Następnie został rozebrany - poza budynkiem wejściowym do stacji wąskotorowej. W 1989 roku linia do Sassnitz została zelektryfikowana.
Po upadku muru nie przeprowadzono większych remontów. Jednak ruch promowy w Sassnitz i Mukran znacznie się zmniejszył. Z tego powodu rampy i bocznice nie były już potrzebne na stacji w Altefähr, więc tory 3, 4 i 5 zostały zamknięte i częściowo zdemontowane około 2005 roku.

## Infrastruktura

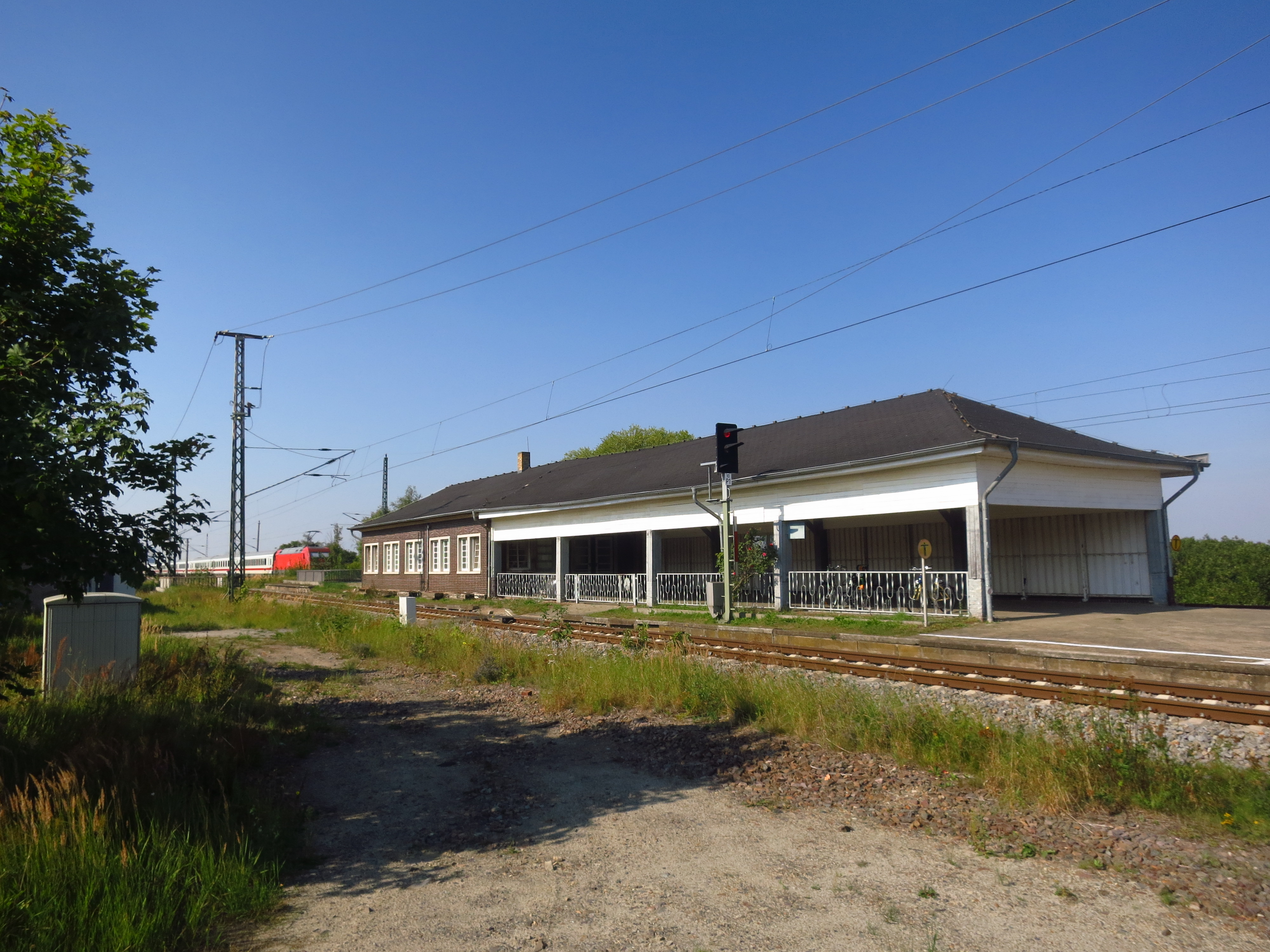
Budynek dworca z dostępem do peronu normalnotorowego

### Perony i tory
Na dworcu normalnotorowym między torami 1 i 2 zbudowano peron wyspowy. Był też dodatkowy peron jednokrawędziowy, który później zdemontowano. Utworzono także nowe tory ładunkowe i ładunkowe. Stacja wąskotorowa  również miała kilka torów ale miała tylko jeden peron. Był tam również osobny budynek stacji i parowozownia.

### Budynek dworca
Budynek stacji znajduje się między torami. Tutaj była nastawnia i pokój dyżurnego ruchu.

### Stary budynek stacji
Stary budynek stacji znajdował się na zachód od dzisiejszej stacji przy Strelasund. Po wybudowaniu grobli na Rugii budynek był wykorzystywany do różnych celów. Na przełomie kwietnia i maja 2014 został zburzony, choć rozważano wpisanie go na listę zabytków. Konserwator zabytków próbował wówczas postawić właściciela przed sądem.

### Technologia bezpieczeństwa
Zanim uruchiomono LCS (ESTW), w Altefähr były dwie nastawnie. Nastania dysponująca znajdowała się w budynku stacji, nastawnia wykonawcza przy wyjeździe w kierunku Samtens. W 2007 roku wyłączono z użytku nastawnie i od tego czasu linia miała ESTW.

### Stacja wąskotorowa

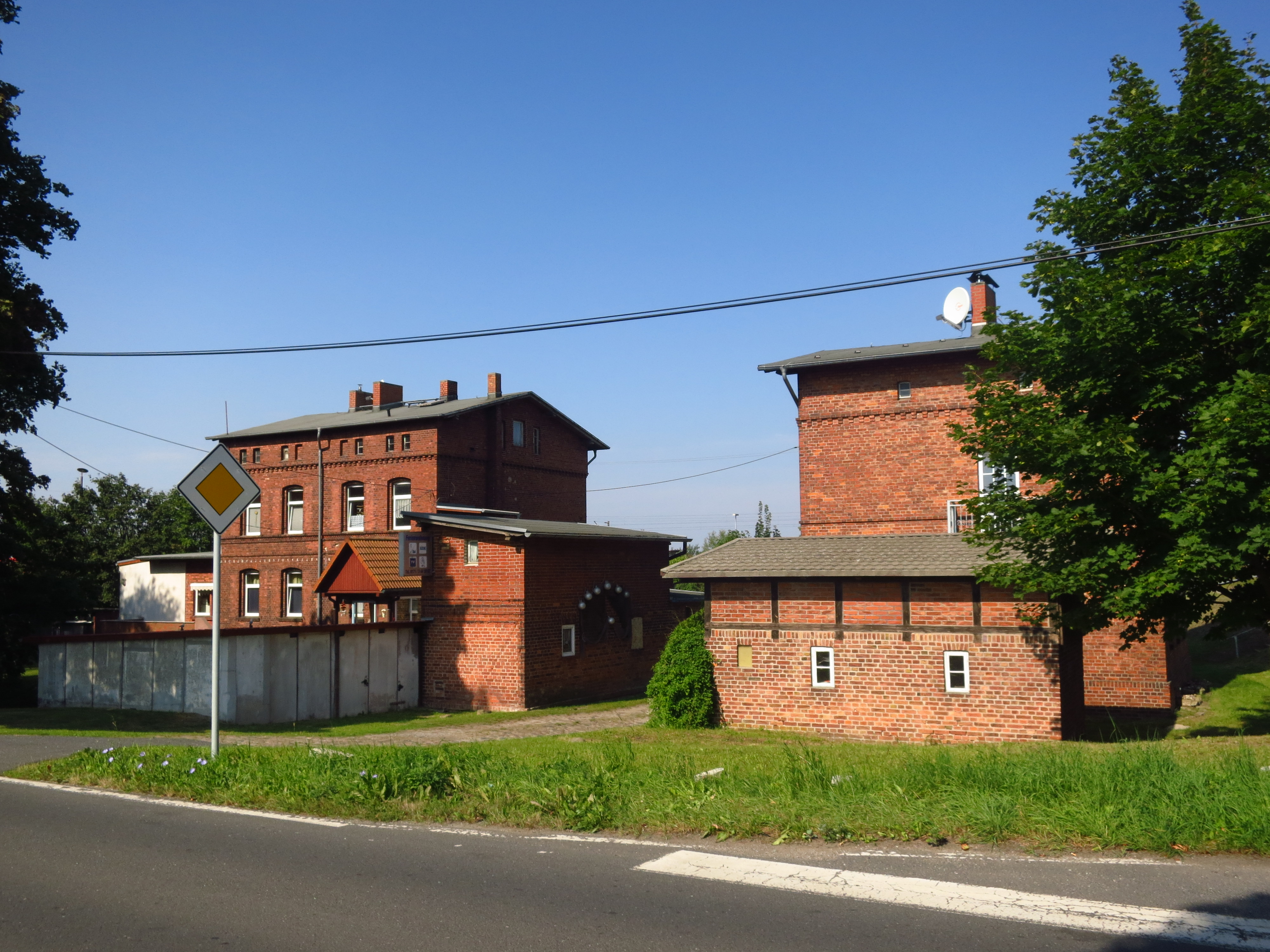
Wymieniony budynek usługowy (po prawej) kolejki wąskotorowej na południowy wschód od stacji

Po wybudowaniu grobli na Rugii nowa stacja wąskotorowa została zbudowana na południowy wschód od stacji normalnotorowej. Tory załadunkowe znajdowały się w północno-wschodniej części stacji. Do stacji przeładunkowej prowadził również tor. Mały dworzec kolei wąskotorowej (Am Bahnhof 10), zbudowany w 1936, został zachowany. Do budynku stacji przylega dwustanowiskowa parowozownia (Am Bahnhof 14), również zbudowana w 1936 r. Oba budynki oraz dawne budynki kolejarzy (Am Bahnhof 5) objęte są ochroną zabytków.

## Połączenia
Altefähr jest obsługiwany co godzinę przez regionalną linię ekspresową RE 9, która kursuje ze Stralsund do Sassnitz lub Binz. Stacją początkową jest Rostock, pociągi kursują w takcie 2-godzinnym.